# Chalcis nodis
Chalcis nodis är en stekelart som beskrevs av Burks 1977. Chalcis nodis ingår i släktet Chalcis och familjen bredlårsteklar. Inga underarter finns listade i Catalogue of Life.